# Montes Segóvia
Os Montes Segóvia são uma formação de relevo venezuelano, localizada na parte oeste da depressão de Maracaibo.